# Plectropygus mucoreus
Plectropygus mucoreus är en skalbaggsart som beskrevs av Charles Joseph Gahan 1898. Plectropygus mucoreus ingår i släktet Plectropygus och familjen långhorningar.
Artens utbredningsområde är:
- Kenya.
- Malawi.
- Moçambique.
- Zimbabwe.

Inga underarter finns listade i Catalogue of Life.